# Max Senges

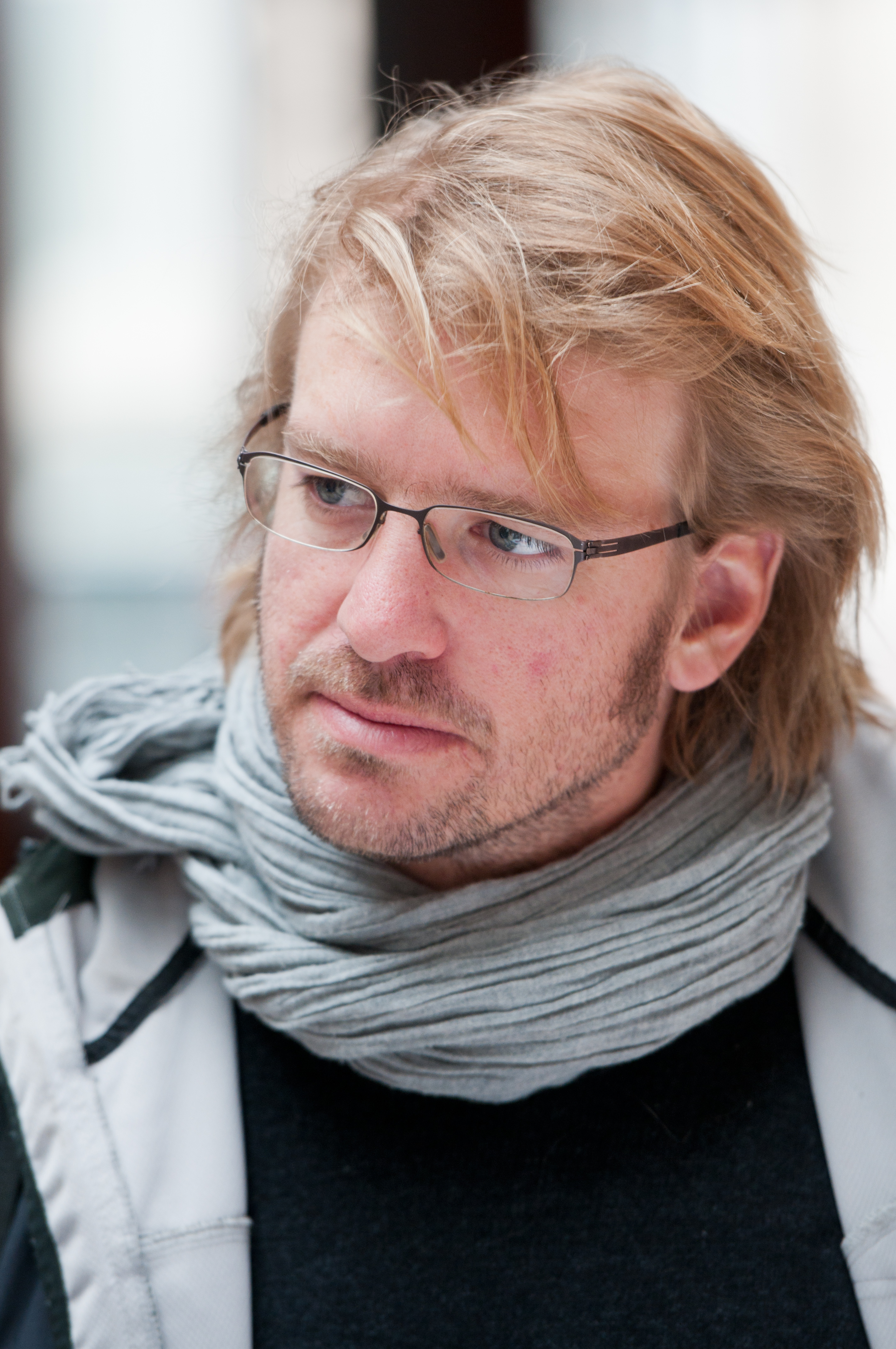
Max Senges 2012

Maximilian Senges (* 9. September 1978 in Heidelberg) ist ein deutscher Informationswissenschaftler und Gründungsrektor der Schule für IT-Kräfte 42 Wolfsburg.

## Leben
Senges studierte von 1999 bis 2003 Wirtschaftsinformatik an der Technischen Hochschule Wildau und wurde 2007 mit einer Arbeit über „Wissensunternehmertum an Universitäten“ an der Universitat Oberta de Catalunya in Barcelona promoviert.
Von 2009 bis 2020 arbeitete er in verschiedenen Funktionen in Deutschland und den USA für Google im Bereich Forschungs- und Bildungspartnerschaften. 2008 war Senges Mitgründer und erster Vorsitzender der Internet Rights and Principles Coalition im Kontext des Internet Governance Forums. 2010 war er Mitgründer des Berliner netzpolitischen Think Tanks „Internet und Gesellschaft Collaboratory“, der bis 2017 bestand.
2020 wurde Senges Rektor der Schule für IT-Kräfte 42 Wolfsburg, die nach dem Modell der 2013 in Paris gegründeten Schule 42 aufgebaut ist. 2022 baute er zudem den Campus in Berlin auf.
Ende 2023 übernahm Senges die Geschäftsführung des Institute of Electronic Business, einem An-Institut der Universität der Künste Berlin, wo er im Sommersemester 2024 eine Gastprofessur aufnahm. Zudem leitet Senges den Peer-Learning Entrepreneurship Campus der von Günter Faltin gegründeten Stiftung Entrepreneurship.
Senges forscht zu Offenen Standards, zum Internet der Dinge und zur Internet Governance und war Gastforscher an der Stanford University.

## Veröffentlichungen (Auswahl)

### Aufsätze
- David Arney, Max Senges, Sara Gerke, Cansu Canca, Laura Haaber Ihle: A User-Focused Transdisciplinary Research Agenda for AI-Enabled Health Tech Governance. (Arbeitspapier der Harvard University). 2019 (ssrn.com).
- Hal Varian, Maurits Dolmans, Gavin Baird, Max Senges: Digitale Herausforderungen für die Wettbewerbspolitik. In: Wirtschaftsrat der CDU (Hrsg.): Soziale Marktwirtschaft im digitalen Zeitalter. Herder, Freiburg 2019, ISBN 978-3-451-81656-7.
- Matthias C. Kettemann, Wolfgang Kleinwächter, Max Senges: The time is right for Europe to take the lead in global internet governance. (Arbeitspapier der Universität Frankfurt am Main). 2018 (uni-frankfurt.de).
- Vinton G. Cerf, Patrick Spaulding Ryan, Max Senges, Richard S. Whitt: A Perspective from the Private Sector: Ensuring that Forum Follows Function. In: William J. Drake, Monroe Price (Hrsg.): Beyond Netmundial: The Roadmap for Institutional Improvements to the Global Internet Governance Ecosystem. 2014, S. 31–37 (ssrn.com).
- Ali Abbas, Max Senges, Ronald A. Howard: A Hippocratic Oath for Technologists. (Arbeitspapier der Stanford University). 2018 (ssrn.com).
- Vinton G. Cerf, Patrick Spaulding Ryan, Max Senges: Internet Governance Is Our Shared Responsibility. In: ISJLP. Band 10, Nr. 1, 2014, S. 1–42 (ssrn.com).
- Maximilian Senges: Der Einsatz von Neuen Informations- und Kommunikations-Technologien zur Wissensvernetzung. In: Technische Fachhochschule Wildau (Hrsg.): Wissenschaftliche Beiträge. 2004, S. 69–73.

### Herausgeberschaften und Monografien
- David Nordfors, Vint Cerf, Max Senges (Hrsg.): Disrupting unemployment: reflection on a sustainable, middle class economic recovery (= i4j Leadership Forum). Ewing Marion Kauffman Foundation, 2016, ISBN 978-1-5238-4583-5.
- Maximilian Senges: Knowledge entrepreneurship in universities. Practice and strategy in the case of Internet based innovation appropiation. (Dissertation). 2007 (uoc.edu).
- Max Senges, Peter Bihr, Thomas Prauss: Second Life. 2007, ISBN 978-84-9029-480-2 (spanisch).